# Jan Toorop

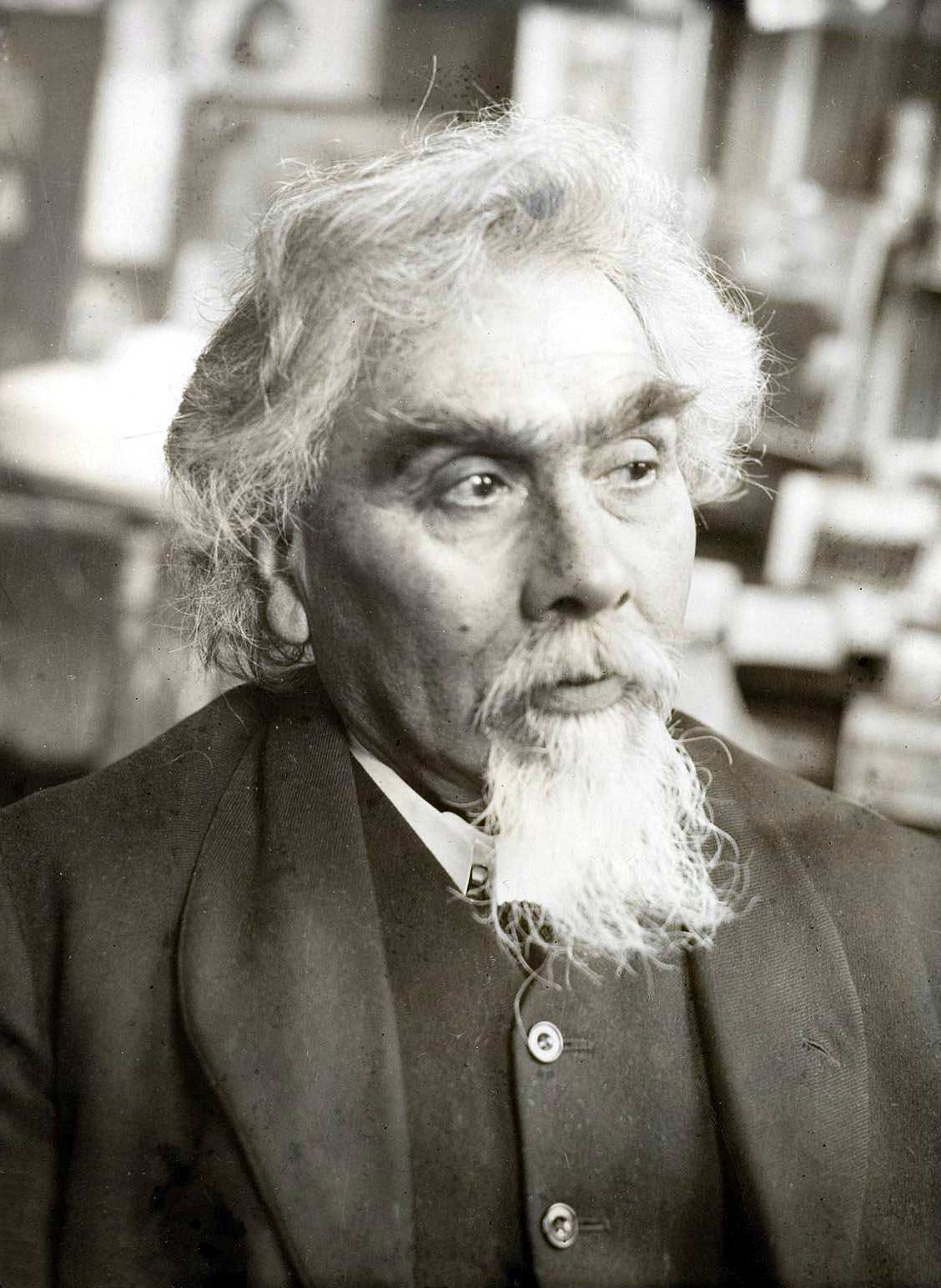
Jan Toorop.

Jan Toorop, född den 20 december 1860 på Java, död den 3 mars 1928, var en holländsk målare.
Toorops far var av norsk börd, modern javanska av engelsk härkomst. Han vistades i Batavia till 1874, kom då till Holland för att utbildas till köpman, men slog sig snart på konststudium. Toorop var i två år elev vid konstakademien i Amsterdam och därefter hos Portaels i Bryssel. Av instinkt slöt han sig alltifrån början till de för ögonblicket modernaste riktningarna, var under sitt första skede realist och målade motiv ur det holländska bonde- och fiskarlivet, bland dem Arbetarfamilj, Lantlig trefaldighet (en bonde med sin hustru och sin häst), Aktning för döden, övergick så till impressionism, blev under ett besök i London påverkad av Whistler och slöt sig i Paris till pointillisterna Seurat och Signac. Man har påpekat inflytande även från Morris, från Rossetti och från skalden Maeterlinck. Toorop blev medlem av de belgiska excentriska konstnärsgrupperna (les XX med flera), slog sig efter åtskilliga irrfärder ned i Katwijk i Holland, övergick 1889 efter en svår sjukdom till katolicismen, och hans konstnärskap tog då en ny och sällsam riktning. Georg Nordensvan skriver i Nordisk familjebok: "Han söker uttryck för 'en mystisk, upphetsad och dunkel neobuddism', 'hans gamla javanska minnen blanda sig med uttrycksfulla naturafvikelser eller dekorativa påfund à la Ensor, Khnopff, Odillon Redon och Carlos Schwabe'. Hans idéer kunna vara minst sagdt högst oklara, och de ha ej blifvit mera förståeliga genom de kuriösa förklaringar, som han låtit åtfölja de konstverk han utställt. Hans teckningar kunna visa största känslighet för linjens skönhet; många af hans figurer äro djupt själfulla med gripande uttryck af lidande och sorg. Man har prisat hans sinne för "signifikativ gest och blick". Hans målningar ha åtminstone tidtals varit grella och brokiga i färgen, linjerna svälla ut ornamentalt och arabeskaktigt i slingor och snirklar, utan att bilderna likväl nå dekorativ kraft och verkan, l den europeiska konsten är han en exotisk och i högsta grad originell företeelse, excentrisk, i formgifningen på samma gång ultramodern och arkaiserande." Bland hans fantasier i färg kan nämnas Sfinxen, De tre gemålerna, Lidandets trädgård, Det nya släktet (alla från 1800-talets sista tid). I börsen i Amsterdam finns tre allegoriska målningar på fajans, Forntid, Nutid och Framtid, andra av hans arbeten påträffas i Mesdags museum i Haag. Han målade även porträtt och utförde litografier, raderingar och konstindustriella alster i ädla metaller.

## Extra källor
- Jan Toorop hos Europeana